# ジョーイ・スレーヘルス
ジョーイ・スレーヘルス（Johannes "Joey" Martinus Sleegers、1994年7月20日 - ）は、オランダ・ヘルモント出身のサッカー選手。ポジションはミッドフィールダー（左ウイング）。ADOデン・ハーグ所属。

## 経歴
スレーヘルスは12歳でフェイエノールトに加入。テレンス・コンゴロやトニー・フィレーナ、ジャン・パウル・ボエチウス、アナス・アチャバールら94年組みと同世代で10番を背負ってプレーし、多くのゴールを決めていた。2013年夏のプレシーズンでトップチームに帯同し、2013-2014シーズンは定期的にトップチームのトレーニングに参加するも、リザーブでの出場のみに留まった。2013年11月29日にフェイエノールトと2016年までの新契約にサイン。
2014年夏のプレシーズンにもトップチームに帯同して好印象を残したものの、カリム・エル・アフマディとイェンス・トールンストラの加入で中盤のポジション争いが激しかったため、20歳になったスレーヘルスは出場機会を獲るためにFCアイントホーフェンへのレンタルを選択。2014-15シーズン、FCアイントホーフェンで不動の存在となったスレーヘルスはエールステ・ディヴィジ第3ピリオドのベスト・プレイヤー、第4ピリオドのベスト・タレント、シーズン・ベスト・タレントに選ばれている。

## プレースタイル・評価
小柄でフィジカル面では劣っているがスピードと機敏さを備えている。「ハードワーカーであり、非常に才能あるフットボール選手。テクニックに恵まれ、シュートもパスも良いものを持っている攻撃的なMFだ」とステンリー・ブラードは評した。

## タイトル
VVVフェンロー
- エールステ・ディヴィジ: 2016-17[6]

個人
- Bronzen Stier – Best Player Eerste Divisie: 2014-15[7]
- Gouden Stier – Best Talent Eerste Divisie: 2014-15[8]